# Hedychium
Hedychium là một chi thực vật trong họ Zingiberaceae, bản địa khu vực rừng thưa nhiệt đới và ôn đới ấm ở Nam Á, Đông Nam Á, miền nam Trung Quốc và Madagascar nhưng một số loài đã du nhập sang các vùng khác trên thế giới như Trung Mỹ và các đảo trên biển Caribe, Nam Mỹ, Australia, Sri Lanka, Nam Phi, bán đảo Triều Tiên. Tại Việt Nam hiện tại ghi nhận 12 loài, với tên gọi chung là ngải tiên.

## Từ nguyên
Tên chi Hedychium có nguồn gốc từ tiếng Hy Lạp cổ εὐώδης (evóδis, evódis) nghĩa là thơm và χιών (khiṓn) nghĩa là tuyết. Nó nói tới hoa màu trắng và thơm của loài điển hình H. coronarium.

## Mô tả
Cây thân thảo sống trên đất hoặc biểu sinh, với thân rễ dạng củ. Thân giả mọc thẳng, có lá. Lưỡi bẹ dễ thấy; phiến lá thường thuôn dài hoặc hình mũi mác. Cụm hoa là cành hoa dạng bông thóc ở đầu cành, nhiều hoa mọc dày dặc; lá bắc xếp lợp hoặc lỏng lẻo, đối diện 1 hoặc nhiều hoa; lá bắc con hình ống. Đài hoa hình ống, thường chẻ 1 bên, đỉnh cụt hoặc 3 răng. Ống tràng hoa dài, thanh mảnh; các thùy uốn ngược khi nở hoa, thẳng. Các nhị lép bên hình cánh hoa, lớn hơn các thùy tràng hoa. Cánh môi gần tròn, lớn, đỉnh thường 2 khe; vuốt dài hoặc ngắn. Chỉ nhị thường dài, hiếm khi không có; bao phấn đính lưng, đáy phân nhánh; không có phần phụ liên kết. Bầu nhụy 3 ngăn; kiểu đính noãn là đính trụ. Quả nang hình cầu, 3 mảnh vỏ. Hạt nhiều; áo hạt xé rách.

## Sinh sản
Hedychium có nhiều kiểu sinh sản: hữu tính, thông qua thân rễ và hành con. Một số loài Hedychium thể hiện khả năng nảy mầm sinh cây con từ hạt chưa rụng mang tính ngẫu nhiên.

## Các loài
Tại thời điểm tháng 2 năm 2021, WCSP và POWO công nhận chi này với 102 loài đã biết:
- Hedychium aureum C.B.Clarke & H.Mann ex Baker, 1892 - Assam, Bangladesh, Thái Lan.
- Hedychium biflorum Sirirugsa & K.Larsen, 1995 - Thái Lan.
- Hedychium bijiangense T.L.Wu & S.J.Chen, 1978 - Trung Quốc (tây bắc Vân Nam).
- Hedychium bipartitum G.Z.Li, 1985 - Trung Quốc (đông bắc Quảng Tây).
- Hedychium boloveniorum K.Larsen, 1965 - Lào.
- Hedychium bordelonianum W.J.Kress & K.J.Williams, 2003 - Bangladesh, Myanmar.
- Hedychium borneense R.M.Sm., 1990 - bắc Borneo.
- Hedychium bousigonianum Pierre ex Gagnep., 1905 - Việt Nam.
- Hedychium brevicaule D.Fang, 1980 - Trung Quốc (tây Quảng Tây, huyện Napo).
- Hedychium calcaratum A.S.Rao & D.M.Verma, 1971 - Assam.
- Hedychium champasakense Picheans. & Wongsuwan, 2009 - Lào.
- Hedychium chayanianum Wongsuwan, 2008 - Lào.
- Hedychium chingmeianum Odyuo & D.K.Roy, 2017 - Assam (Nagaland).
- Hedychium coccineum Buch.-Ham. ex Sm., 1811 - Assam, Bangladesh, Trung Quốc (trung nam, đông nam), Đông Himalaya, Ấn Độ, Myanmar, Nepal, Thái Lan, Tây Tạng, Việt Nam. Du nhập: Cuba, Jamaica, Mauritius, Réunion, Sri Lanka, Trinidad và Tobago.
- Hedychium collinum Ridl., 1899 - Malaysia bán đảo, Thái Lan.
- Hedychium convexum S.Q.Tong, 1986 - Trung Quốc (tây nam Vân Nam).
- Hedychium coronarium J.Koenig, 1783 - Assam, Trung Quốc (trung nam, đông nam), Đông Himalaya, Ấn Độ, Myanmar, Nepal, Đài Loan, Thái Lan, Việt Nam. Du nhập: Quần đảo Andaman, Argentina  (đông bắc và tây bắc), Bangladesh, Belize, quần đảo Bismarck, Bolivia, Brasil (đông bắc, đông nam), Colombia, quần đảo Cook, Costa Rica, Cuba, Cộng hòa Dominica, Ecuador, Fiji, Hoa Kỳ (Florida, Hawaii), Guiana thuộc Pháp, Galápagos, các đảo trong vịnh Guinea, Guyana, Haiti, Honduras, Indonesia (Java, Tiểu Sunda), Jamaica, bán đảo Triều Tiên, quần đảo Leeward, Madagascar, Malaysia bán đảo, Mauritius, tây nam Mexico, Nhật Bản (quần đảo Lưu Cầu, quần đảo Ogasawara), New Caledonia, quần đảo Nicobar, Nam Phi (các tỉnh Bắc, KwaZulu-Natal), Paraguay, Philippines, Puerto Rico, Queensland, Réunion, quần đảo Society, Sri Lanka, Suriname, Tonga, Trinidad và Tobago, Venezuela (gồm cả các đảo trong vịnh Antilles), quần đảo Wallis-Futuna, quần đảo Windward.
- Hedychium cylindricum Ridl., 1923 - Borneo, Sumatra.
- Hedychium deceptum N.E.Br., 1922 - Assam.
- Hedychium densiflorum Wall., 1832 - Assam, Trung Quốc (trung nam), Đông Himalaya, Myanmar, Nepal, Tây Tạng.
- Hedychium dichotomatum Picheans. & Wongsuwan, 2013 - Trung Quốc (Vân Nam).
- Hedychium efilamentosum Hand.-Mazz., 1936 - Trung Quốc (Tây Tạng, Vân Nam)
- Hedychium elatum R.Br., 1821 - Assam, Đông Himalaya, Ấn Độ, Myanmar, Nepal, Tây Himalaya
- Hedychium ellipticum Buch.-Ham. ex Sm., 1811 - Assam, Bangladesh, Đông Himalaya, Myanmar, Nepal, Thái Lan, Việt Nam, Tây Himalaya.
- Hedychium elwesii Baker, 1892 - Assam
- Hedychium erythrostemon K.Schum., 1904 - Sulawesi.
- Hedychium flavescens Carey ex Roscoe, 1825 - Assam, Trung Quốc (trung nam), Đông Himalaya, Myanmar, Nepal, Việt Nam. Du nhập: Nam Phi (các tỉnh Cape, KwaZulu-Natal), quần đảo Cook, Hawaii, Ấn Độ, quần đảo Juan Fernández, Madagascar, Mauritius, Réunion, quần đảo Society, Sri Lanka, St.Helena.
- Hedychium flavum Roxb., 1820 - Assam, Bangladesh, Trung Quốc (trung nam, đông nam), Myanmar, Thái Lan, Tây Tạng, Việt Nam. Du nhập: Cộng hòa Dominica, Jamaica, Samoa, Trinidad và Tobago.
- Hedychium forrestii Diels, 1912 - Assam, Trung Quốc (trung nam, đông nam), Ấn Độ, Lào, Myanmar, Nepal, Thái Lan, Việt Nam.
- Hedychium gardnerianum Sheppard ex Ker Gawl., 1824 - Assam, Đông Himalaya, Ấn Độ, Myanmar, Nepal, Thái Lan, Việt Nam. Du nhập: Ascension, Azores, quần đảo Cook, Cuba, Cộng hòa Dominica, Haiti, Hawaii, Honduras, Jamaica, Mauritius, quần đảo Lưu Cầu, New South Wales, bắc New Zealand, Queensland, Réunion, Trinidad và Tobago.
- Hedychium glabrum S.Q.Tong, 1989 - Trung Quốc (nam Vân Nam).
- Hedychium glaucum Roscoe, 1824 - Assam, Bangladesh, Đông Himalaya, Nepal.
- Hedychium gomezianum Wall., 1832 - Đông Himalaya (Arunachal Pradesh), Myanmar, Thái Lan.
- Hedychium gracile Roxb., 1820 - Assam, Bangladesh, Myanmar, Thái Lan.
- Hedychium gracillimum A.S.Rao & D.M.Verma, 1971 - Assam, Đông Himalaya (Arunachal Pradesh).
- Hedychium gratum Wall. ex Voigt, 1845 - Assam.
- Hedychium greenii W.W.Sm., 1911 - Assam, Đông Himalaya (Arunachal Pradesh).
- Hedychium griersonianum R.M.Sm., 1991 - Nam Bhutan.
- Hedychium griffithianum Wall., 1853 - Assam, Bangladesh, Myanmar, Thái Lan.
- Hedychium hasseltii Blume, 1827 - Java.
- Hedychium hirsutissimum Holttum, 1950 - Thái Lan, Malaysia bán đảo (Perak).
- Hedychium hookeri  C.B.Clarke ex Baker, 1892 - Assam.
- Hedychium horsfieldii R.Br. ex Wall., 1853 - Java.
- Hedychium intermedium Blume, 1827 - Java.
- Hedychium khaomaenense Picheans. & Mokkamul, 2005 - Thái Lan.
- Hedychium kwangsiense T.L.Wu & S.J.Chen, 1978 - Quảng Tây, Trung Quốc.
- Hedychium larsenii M.Dan & C.Sathish Kumar, 1999 - Assam.
- Hedychium lineare R.M.Sm., 1990 - Borneo.
- Hedychium longicornutum Griff. ex Baker, 1892 - Malaya, Thailand
- Hedychium longipedunculatum Sastry & D.M.Verma, 1968 - Assam, Đông Himalaya (Arunachal Pradesh).
- Hedychium longipetalum X.Hu & N.Liu, 2010 - Trung Quốc (Vân Nam).
- Hedychium luteum Baker, 1892 - Assam.
- Hedychium macrorrhizum Ridl., 1899 - Malaysia bán đảo (Selangor).
- Hedychium malayanum Ridl. ex Burkill & Holttum, 1923 - Malaysia bán đảo (Pahang).
- Hedychium marginatum C.B.Clarke, 1892 - Assam, Bangladesh, Myanmar.
- Hedychium matthewii Sinj.Thomas, B.Mani & Britto, 2015 - Ấn Độ (Kerala).
- Hedychium mechukanum M.Sabu & Hareesh, 2020 - Arunachal Pradesh.
- Hedychium menghaiense X.Hu & N.Liu, 2010 - Trung Quốc (Vân Nam).
- Hedychium menglianense Y.Y.Qian, 2000 - Trung Quốc (Vân Nam).
- Hedychium muanwongyathiae Picheans. & Wongsuwan, 2009 - Thái Lan.
- Hedychium muluense R.M.Sm., 1982 - Borneo (Sabah, Sarawak).
- Hedychium nagamiense Sanoj, M.Sabu & V.P.Thomas, 2011 - Assam (Nagaland).
- Hedychium × natmataungense Nob.Tanaka, 2016 (= H. coccineum × H. ellipticum) - Myanmar.
- Hedychium neocarneum T.L.Wu, K.Larsen & Turland, 2000 - Trung Quốc (nam Vân Nam), Lào, Thái Lan.
- Hedychium nutantiflorum H.Dong & G.J.Xu, 1997 - Trung Quốc (Vân Nam).
- Hedychium paludosum M.R.Hend., 1927 - Malaysia bán đảo (Pahang).
- Hedychium parvibracteatum T.L.Wu & S.J.Chen, 1978 - Đông Tây Tạng (huyện Bomê).
- Hedychium pauciflorum S.Q.Tong, 1986 - Trung Quốc (tây Vân Nam).
- Hedychium peregrinum N.E.Br., 1883 - Trung Madagascar.
- Hedychium philippinense K.Schum., 1904 - Philippines.
- Hedychium phuluangense Picheans. & Wongsuwan, 2009 - Thái Lan.
- Hedychium poilanei K.Larsen, 1965 - Việt Nam.
- Hedychium puerense Y.Y.Qian, 1996 - Trung Quốc (nam Vân Nam).
- Hedychium putaoense Y.H.Tan & H.B.Ding, 2018 - Myanmar.
- Hedychium pynursulaeanum S.K.Jain & S.C.Srivast., 1986 - Assam.
- Hedychium qingchengense Z.Y.Zhu, 1992 - Trung Tứ Xuyên (Đô Giang Yển).
- Hedychium radiatum A.S.Rao & Hajra, 1977 - Đông Himalaya.
- Hedychium raoi G.D.Pal & G.S.Giri, 1998 - Arunachal Pradesh.
- Hedychium robustum A.S.Rao & Hajra, 1977 - Đông Himalaya.
- Hedychium roxburghii Blume, 1827 - Java đến quần đảo Tiểu Sunda (Bali).
- Hedychium samuiense Sirirugsa & K.Larsen, 1995 - Thái Lan.
- Hedychium satyanarayanum S.C.Srivast., 1999 - Assam (Meghalaya).
- Hedychium siamense Picheans. & Wongsuwan, 2011 - nam Thái Lan.
- Hedychium simaoense Y.Y.Qian, 2011 - Trung Quốc (nam Vân Nam).
- Hedychium sirirugsae M.Dan & C.Sathish Kumar, 1999 - Assam (Manipur).
- Hedychium speciosum Wall., 1820 - Bangladesh, đông Ấn Độ, Thái Lan.
- Hedychium spicatum Sm., 1822 - Assam, Trung Quốc (trung nam), Đông Himalaya, Ấn Độ, Myanmar, Nepal, Thái Lan, Tây Tạng, Tây Himalaya.
- Hedychium stenopetalum G.Lodd., 1833 - Assam, Bangladesh, Đông Himalaya (Bhutan), Myanmar, Thái Lan, Việt Nam.
- Hedychium tenellum (K.Schum.) R.M.Sm., 1980 - Maluku.
- Hedychium tengchongense Y.B.Luo, 1994 - Trung Quốc (tây Vân Nam).
- Hedychium thaianum Mokkamul & Picheans., 2005 - bắc Thái Lan.
- Hedychium thyrsiforme Sm., 1811 - Assam, Bangladesh, Đông Himalaya, Ấn Độ, Myanmar, Nepal, Tây Himalaya.
- Hedychium tienlinense D.Fang, 1978 - Trung Quốc (tây bắc Quảng Tây).
- Hedychium tomentosum Sirirugsa & K.Larsen, 1995 - Thái Lan.
- Hedychium venustum Wight, 2012 - nam Ấn Độ (Nilgiri Hills), Myanmar.
- Hedychium villosum Wall., 1820 - Assam, Bangladesh, Trung Quốc (trung nam, đông nam, Hải Nam), Đông Himalaya, Malaysia bán đảo, Myanmar, Nepal, Thái Lan, Việt Nam.
- Hedychium viridibracteatum X.Hu, 2018 - Trung Quốc (tây Quảng Tây).
- Hedychium wardii C.E.C.Fisch., 1936 - Assam.
- Hedychium ximengense Y.Y.Qian, 1994 - Trung Quốc (nam Vân Nam).
- Hedychium yungjiangense S.Q.Tong, 1986 - Trung Quốc (tây Vân Nam).
- Hedychium yunnanense Gagnep., 1907 - Trung Quốc (Quảng Tây, Vân Nam), Việt Nam.
- Hedychium ziroense V.Gowda & Ashokan, 2019 - Arunachal Pradesh.

## Phát sinh chủng loài
Năm 2000, Tom Wood et al. công bố phát sinh chủng loài đầu tiên của chi Hedychium, với 29 đơn vị phân loại và 1 loài lai ghép của chi này được đưa vào nghiên cứu. Kết quả nghiên cứu hỗ trợ tính đơn ngành của chi này, với 4 nhánh có độ hỗ trợ vừa phải có thể phân biệt được theo số lượng hoa trên mỗi lá bắc và phân bố địa sinh học của chúng.